# Hulubești (okręg Botoszany)
Hulubești – wieś w Rumunii, w okręgu Botoszany, w gminie Pomârla. W 2011 roku liczyła 223 mieszkańców.